# Református templom (Szentendre)
A református templom Szentendre város egyetlen kálvinista temploma. Még szerb ortodoxok építették a 18. században, csak 1913-ban vásárolta meg a templomot a református egyház.
Az épület védett műemlék. 2009 és 2011 között teljesen felújították. Vasárnaponként két istentiszteletet tartanak a templomban: reggel 8 és délelőtt 10 órakor.